# دنيس ريد
دنيس ريد هو مؤرخ الفن كندي، ولد في 1943.